# Київка (річка)
Київка (рос. Киевка; до 1972 року — Судзухе) — річка на Далекому Сході Росії, в Лазовському районі Приморського краю.
Довжина — 105 км, площа басейну — 3 120 км².